# Bilozerske
Bilozerske (în ucraineană Білозерське) este un sat în comuna Preobrajenka din raionul Iuriivka, regiunea Dnipropetrovsk, Ucraina.

## Demografie
Componența lingvistică a localității Bilozerske
     Ucraineană (85,71%)
     Rusă (14,29%)
Conform recensământului din 2001, majoritatea populației localității Bilozerske era vorbitoare de ucraineană (85,71%), existând în minoritate și vorbitori de rusă (14,29%).